# Futaleufú Airport
Futaleufú Airport är en flygplats i Chile.   Den ligger i provinsen Provincia de Palena och regionen Región de Los Lagos, i den södra delen av landet, 1 100 km söder om huvudstaden Santiago de Chile. Futaleufú Airport ligger 345 meter över havet.
Terrängen runt Futaleufú Airport är bergig åt nordost, men åt sydväst är den kuperad. Futaleufú Airport ligger nere i en dal. Trakten runt Futaleufú Airport är nära nog obefolkad, med mindre än två invånare per kvadratkilometer.. Närmaste större samhälle är Futaleufú, 1,4 km väster om Futaleufú Airport.
I omgivningarna runt Futaleufú Airport växer i huvudsak blandskog.